# Synagoga v Písku
Bývalá synagoga v Písku z roku 1872 stojí v Soukenické ulici. Je chráněna jako kulturní památka České republiky.
K bohoslužbám byla synagoga využívána až do druhé světové války. Od roku 1953 pak sloužila jako sklad a modlitebna byla rozdělena na dvě patra. Od roku 1995 je majetkem ŽO v Praze. V roce 2005 byla rekonstruována za finanční podpory Česko-německého fondu budoucnosti.